# Mas de Perafita
El Mas de Perafita és una masia empordanesa en un replà elevat vora el coll de Perafita, a uns cent metres al sud de la cruïlla entre la carretera de Roses a Cadaqués (GI-614) i la que condueix al Port de la Selva (GI-613). S'agafa un trencall pavimentat des del quilòmetre 12 de la primera via. del municipi de Roses (Alt Empordà) inclosa en

## Arquitectura
Aquesta gran masia catalogada a l'Inventari del Patrimoni Arquitectònic de Catalunya, està formada per un conjunt de cossos adossats, que li proporcionen una planta més o menys rectangular. L'edifici principal està format per tres cossos adossats, amb les cobertes a una sola vessant amb diferents orientacions. Als cossos dels extrems, el pendent cau sobre els murs laterals mentre que el del centre cau sobre la façana principal, orientada a l'est. Presenta planta baixa i pis, excepte el cos al nord que presenta una tercera planta. Hi ha una àmplia terrassa adossada a la part davantera de la façana, a la que s'accedeix per una escala perpendicular que permetia l'accés directe des de l'exterior. Aquesta terrassa s'emplaça damunt dues arcades de mig punt, que creen una porxada davant l'entrada a la planta baixa. Les dues portes principals són d'arc rebaixat, la del primer pis bastida amb maons i la dels baixos amb lloses de pissarra molt primes. La resta de finestres de l'edifici són d'obertura rectangular i de mida petita, majoritàriament amb llindes bastides per una llosa de pissarra i, les dels pisos superiors, amb els brancals de maons i amb unes lloses sobresortints als costats dels ampits. Aquest edifici tenia els baixos destinats a estables i les plantes superiors a habitatge.
A la part posterior de l'edifici principal hi havia el pati, els corrals i altres cossos utilitzats com magatzems, els quals han estat recentment rehabilitats per adaptar-los als nous usos destinats per l'edifici. A continuació, a l'extrem nord-oest, hi ha un gran cos de planta quadrada amb la coberta a quatre vessants, utilitzat per a l'elaboració del vi. A l'interior hi ha un únic espai cobert amb un entramat d'arcs rebaixats bastits amb pedra. Adossat a la part nord hi ha un conjunt de cossos i un tancat afegits.

## Història
El nom original d'aquesta casa és Mas Saperafita, nom que quedà registrat l'any 1742, constatant el català salat cadaquesenc. El paratge de la Perafita, com ja indica el topònim, hi ha una divisòria de termes. Ja és anteriorment esmentat l'any 974 com un dels afrontaments d'un dels importants lots de terres que el comte Gaufred d'Empúries cedí al monestir de Sant Pere de Rodes: " (...) ipsam Petram fictam". L'esment es repeteix a les confirmacions d'aquesta possessió per part del papa Benet VI el mateix any 974, pel rei Lotari I de França l'any 982 i pel papa Joan XV l'any 990. En la documentació relativa als llargs i complicats litigis sobre els límits municipals de Roses i Cadaqués que es conserva a l'arxiu parroquial de la darrera població, consta encara en una sentència del 1672 que aquest límit passava "(...) á Tremontanna, part ab terres del mas Llobateras, y part ab terres del mas Perafita (...)". En aquest mateix document consta que, a l'època esmentada, una de les fites o mollons que dividien el terme de Roses del de la Selva (amb les insígnies d'una rosa i d'un clau gravades) era "en lo coll Bufador"; nom amb el qual és anomenat també el coll de la Perafita. Sembla que el punt termener era a l'actual Corral de la Perafita o als seus voltants, lloc, encara avui, trifini entre el Port de la Selva, Cadaqués i Roses i on consta que s'hi trobà una fita, segurament més tardana que les citades al segle xvii.
Segons fonts orals la construcció de l'actual mas es remunta al 1300, encara que no es disposen de dades arqueològiques que ho contrastin.
En els darrers anys l'heretat s'ha habilitat per convertir-lo en restaurant, encara que la tradició agropecuària encara hi perdura, utilitzant una de les seves sales per albergar els cups per macerar el vi que encara hi produeixen.